# Chido Obi
Chidozie Obi-Martin, mer känd som Chido Obi, född 29 november 2007, är en dansk fotbollsspelare(anfallare) som spelar för Manchester United i Premier League.
Obi föddes i Köpenhamn förorten Glostrup, och började sin karriär hos lokala klubben KB. Vid fjorton års ålder flyttade han till England, då han gick med i Arsenals akademi. Obi tog sig upp genom akademin, innan han 2024 gick till Manchester United.
16 februari 2025 gjorde Obi sin a-lagsdebut för Manchester United när han byttes in i matchen mot Tottenham Hotspur.